# 곤코정
곤코정(金光町)은 오카야마현 남동부 아사쿠치군에 위치했던 정이다. 2006년 3월 21일, 아사쿠치군 가모가타정, 요리시마정과 합병으로 아사쿠치시시가 되어 구 정사무소는 야사쿠치 시청 가네코 종합 지소로 되어 있다.

## 지리
중앙부를 흐르는 사토미 강가는 평탄하다.남쪽과 북쪽은 산림으로 되어 있다.

## 역사
- 1905년 4월 1일 - 야사쿠치군 3촌이 신설 합병해 곤코촌이 성립하였다.
- 1923년 10월 31일 - 정으로 승격해 곤코정이 되었다.
- 2006년 3월 21일 - 아사쿠치군 가모가타정, 요리시마정과의 합병으로 야사쿠치시가 되어, 동일 곤코정은 폐지되었다.

## 교통

### 철도
- 서일본 여객철도 산요 본선

### 도로
- 산요 자동차도
- 국도 2호선